# Filharmònica de Silèsia
La Filharmònica Silesiana de Katowice (en polonès: Filharmonia Śląska w Katowicach) és una institució musical de Katowice, Silèsia, Polònia, fundada el 1945. El primer concert de l'orquestra va tenir lloc el 26 de maig de 1945. El 1973 s'hi afegí un cor mixt.
L'orquestra ocupa una posició preeminent en la vida cultural de la Mancomunitat Metropolitana de l'Alta Silèsia. Des de fa dècades, hi actuen els músics de més anomenada, com per exemple Witold Małcużyński, Ígor Óistrakh, Sviatoslav Richter o Adam Taubitz.

## Directors
- Jan Niwinski (1945-1947)
- Witold Krzemienski (1947-1949)
- Stanisław Skrowaczewski (1949-1953)
- Karol Stryja (1953-1990)
- Jerzy Swoboda (1990-1998)
- Director Musical Miroslaw Jacek Błaszczyk (1998-) Director General Grażyna Szymborska (2001-)

## Altres directors notables que han dirigit l'orquestra
- Hermann Abendroth
- Kirill Kondrashin
- Zubin Mehta
- Eugene Ormandy
- Guennadi Rojdéstvenski
- Leopold Stokowski
- Henryk Górecki
- Georg Szell
- Carlo Zecchi